# Liga Turca de Basquetebol de 2020-21
A Temporada 2020–21 da Basketbol Süper Ligi foi a 55ª edição da principal competição de basquetebol masculino na Turquia ser disputada a partir de 26 de setembro de 2020. A competição é nomeada oficialmente ING Basketball Süper Ligi em virtude de contrato de patrocinador principal com a empresa ING Group.

## Equipes participantes
| Clube                       | Arena          | Localização                         |
| --------------------------- | -------------- | ----------------------------------- |
| Aliağa Petkim Spor          | Esmirna        | Aliağa Belediyesi ENKA Spor Salonu  |
| Anadolu Efes Istambul       | Istambul       | Abdi İpekçi Arena                   |
| Bahçeşehir Koleji           | Istambul       | Akatlar Arena                       |
| Beşiktaş Icrypex            | Istambul       | Akatlar Arena                       |
| Büyükçekmece Basketbol      | Istambul       | Gazanfer Bilge Sport Hall           |
| DarüşşafakaTefken           | Istambul       | Ayhan Şahenk Arena                  |
| Empera Hali Gaziantep       | Gaziantep      | Karataş Şahinbey Sport Hall         |
| Fenerbahçe Beko             | Istambul       | Ülker Sports Arena                  |
| Frutti Extra Bursaspor      | Bursa          | Ginásio Esportivo Bursa Ataturk     |
| Galatasaray                 | Istambul       | Abdi İpekçi Arena                   |
| HDI Sigorta Afyon Beledíyes | Afyonkarahisar | Ginásio Esportivo Afyon Atatürk     |
| Lokman Hekim Fethiye        | Fethiye        | Eldirek Spor Salonu                 |
| OGM Ormanspor               | Ancara         | Ginásio Esportivo M. Sait Zarifoğlu |
| Pınar Karşıyaka             | Esmirna        | Karşıyaka Arena                     |
| Tofaş                       | Bursa          | Tofaş Nilüfer Spor Salonu           |
| Türk Telekom                | Ancara         | Ankara Arena                        |

|  |                                          |
|  | Promovidos da TB2L na temporada anterior |

## Classificação
| Pos. | Clube                        | J  | V  | D  | P+    | P-    | SP   | P       | Classificação |
| ---- | ---------------------------- | -- | -- | -- | ----- | ----- | ---- | ------- | ------------- |
| 1    | Anadolu Efes Istambul        | 30 | 29 | 1  | 2.664 | 2.267 | 397  | 59      | Playoffs      |
| 2    | Fenerbahçe Beko              | 30 | 22 | 8  | 2.627 | 2.291 | 336  | 52      | Playoffs      |
| 3    | Pınar Karşıyaka              | 30 | 21 | 9  | 2.527 | 2.320 | 207  | 50 (-1) | Playoffs      |
| 4    | Tofaş                        | 30 | 19 | 11 | 2.597 | 2.444 | 153  | 49      | Playoffs      |
| 5    | Beşiktaş Icrypex             | 30 | 19 | 11 | 2.567 | 2.435 | 132  | 48 (-1) | Playoffs      |
| 6    | Türk Telekom BK              | 30 | 17 | 13 | 2.493 | 2.458 | 35   | 47      | Playoffs      |
| 7    | DarüşşafakaTefken            | 30 | 16 | 14 | 2481  | 2.392 | 89   | 46      | Playoffs      |
| 8    | Empera Hali Gaziantep        | 30 | 15 | 15 | 2272  | 2.266 | 6    | 45      | Playoffs      |
| 9    | Frutti Extra Bursaspor       | 30 | 13 | 17 | 2403  | 2.525 | -122 | 43      |               |
| 10   | HDI Sigorta Afyon Beledíyesi | 30 | 12 | 18 | 2455  | 2.633 | -178 | 42      |               |
| 11   | Aliağa Petkim Spor           | 30 | 10 | 20 | 2383  | 2.451 | -68  | 40      |               |
| 12   | Bahçeşehir Koleji            | 30 | 10 | 20 | 2431  | 2.471 | -40  | 40      |               |
| 13   | Büyükçekmece Basketbol       | 30 | 10 | 20 | 2408  | 2.613 | -205 | 40      |               |
| 14   | Galatasaray                  | 30 | 11 | 19 | 2505  | 2.613 | -108 | 40 (-1) |               |
| 15   | Lokman Hekim Fethiye         | 30 | 9  | 21 | 2.305 | 2.613 | -308 | 39      | Rebaixados    |
| 16   | OGM Ormanspor                | 30 | 7  | 23 | 2.350 | 2.676 | -326 | 37      | Rebaixados    |

## Temporada Regular
| Casa\Visitante               | ALI    | ANA    | BAH    | BES    | BUY    | DAR    | EMP    | FEN     | FRU    | GAL     | HDI    | LOK    | ORM    | PIN    | TOF    | TÜR     |
| ---------------------------- | ------ | ------ | ------ | ------ | ------ | ------ | ------ | ------- | ------ | ------- | ------ | ------ | ------ | ------ | ------ | ------- |
| Aliağa Petkim Spor           |        | 71-75  | 72-77  | 82-72  | 98-77  | 78-70  | 67-66  | 67-80   | 108-80 | 83-64   | 78-81  | 69-79  | 83-76  | 75-85  | 62-83  | 65-71   |
| Anadolu Efes Istambul        | 87-80  |        | 89-66  | 84-80  | 98-79  | 84-74  | 102-63 | 85-72   | 91-58  | 90-80   | 86-67  | 101-85 | 95-75  | 74-61  | 87-85  | 83-78   |
| Bahçeşehir Koleji            | 85-91  | 76-100 |        | 76-86  | 83-74  | 76-85  | 76-83  | 61-78   | 101-71 | 78-95   | 70-76  | 99-71  | 92-65  | 83-96  | 84-73  | 88-97   |
| Beşiktaş Icrypex             | 96-94  | 74-81  | 83-77  |        | 84-77  | 98-93  | 84-81  | 74-83   | 69-84  | 82-64   | 104-75 | 76-65  | 85-91  | 72-84  | 94-85  | 94-60   |
| Büyükçekmece Basketbol       | 86-83  | 83-94  | 66-92  | 89-104 |        | 88-85  | 71-90  | 93-91   | 68-73  | 105-101 | 95-83  | 66-59  | 89-82  | 77-90  | 75-88  | 75-86   |
| DarüşşafakaTefken            | 99-78  | 70-81  | 91-95  | 82-86  | 85-82  |        | 82-75  | 64-66   | 78-75  | 91-82   | 102-77 | 96-81  | 90-68  | 86-77  | 72-85  | 84-72   |
| Empera Hali Gaziantep        | 76-64  | 60-68  | 88-77  | 77-84  | 65-66  | 76-82  |        | 59-65   | 77-70  | 68-61   | 84-88  | 84-64  | 76-87  | 59-55  | 68-67  | 70-66   |
| Fenerbahçe Beko              | 93-70  | 84-88  | 70-56  | 83-92  | 81-70  | 90-79  | 97-102 |         | 90-54  | 104-79  | 94-74  | 113-74 | 105-72 | 117-59 | 81-84  | 99-77   |
| Frutti Extra Bursaspor       | 95-89  | 76-95  | 67-64  | 89-73  | 89-81  | 68-70  | 78-90  | 82-77   |        | 73-92   | 81-75  | 89-84  | 104-89 | 81-94  | 83-70  | 107-108 |
| Galatasaray                  | 65-89  | 56-80  | 101-90 | 97-89  | 87-91  | 87-98  | 86-90  | 73-87   | 106-93 |         | 110-70 | 71-68  | 89-87  | 74-86  | 79-91  | 94-89   |
| HDI Sigorta Afyon Beledíyesi | 94-76  | 103-85 | 77-89  | 73-96  | 79-74  | 80-79  | 78-70  | 87-97   | 76-70  | 97-80   |        | 83-93  | 91-114 | 69-75  | 75-89  | 84-89   |
| Lokman Hekim Fethiye         | 75-74  | 84-90  | 76-105 | 87-83  | 83-70  | 54-78  | 60-90  | 86-93   | 75-89  | 91-82   | 100-89 |        | 98-89  | 78-86  | 76-101 | 82-81   |
| OGM Ormanspor                | 90-106 | 76-115 | 80-68  | 68-92  | 74-85  | 64-80  | 81-82  | 63-72   | 84-80  | 82-90   | 85-101 | 77-66  |        | 61-101 | 77-76  | 90-97   |
| Pınar Karşıyaka              | 97-80  | 89-98  | 80-81  | 80-81  | 117-82 | 89-78  | 72-65  | 83-79   | 84-85  | 92-94   | 96-82  | 92-55  | 86-57  |        | 90-71  | 80-69   |
| Tofaş                        | 88-80  | 78-92  | 87-80  | 89-86  | 94-85  | 101-89 | 84-72  | 103-104 | 84-77  | 98-89   | 83-85  | 110-81 | 99-82  | 78-88  |        | 78-64   |
| Türk Telekom                 | 89-71  | 84-86  | 101-88 | 85-94  | 95-89  | 79-69  | 84-66  | 81-82   | 83-82  | 81-77   | 89-86  | 87-75  | 83-64  | 81-61  | 87-95  |         |

## Playoffs

### Confrontos
|  | Quartas-de-finais | Quartas-de-finais   | Quartas-de-finais |                  |   | Semifinais      | Semifinais | Semifinais |  |  | Finais | Finais | Finais |  |
|  |                   |                     |                   |                  |   |                 |            |            |  |  |        |        |        |  |
|  | 1                 | Anadolu Efes        | 2                 |                  |   |                 |            |            |  |  |        |        |        |  |
|  | 1                 | Anadolu Efes        | 2                 |                  |   |                 |            |            |  |  |        |        |        |  |
|  | 8                 | Gaziantep Basketbol | 0                 |                  |   |                 |            |            |  |  |        |        |        |  |
|  | 8                 | Gaziantep Basketbol | 0                 |                  | 1 | Anadolu Efes    | 3          |            |  |  |        |        |        |  |
|  |                   |                     |                   |                  | 1 | Anadolu Efes    | 3          |            |  |  |        |        |        |  |
|  |                   |                     | 5                 | Beşiktaş Icrypex | 0 |                 |            |            |  |  |        |        |        |  |
|  | 4                 | Tofaş               | 5                 | Beşiktaş Icrypex | 0 | 0               |            |            |  |  |        |        |        |  |
|  | 4                 | Tofaş               |                   |                  |   |                 |            |            |  |  |        |        |        |  |
|  | 5                 | Beşiktaş Icrypex    | 2                 |                  |   |                 |            |            |  |  |        |        |        |  |
|  | 5                 | Beşiktaş Icrypex    | 2                 |                  | 1 | Anadolu Efes    | 3          |            |  |  |        |        |        |  |
|  |                   |                     |                   |                  |   |                 |            |            |  |  |        |        |        |  |
|  |                   |                     | 2                 | Fenerbahçe Beko  | 0 |                 |            |            |  |  |        |        |        |  |
|  | 2                 | Fenerbahçe Beko     | 2                 | Fenerbahçe Beko  | 0 | 2               |            |            |  |  |        |        |        |  |
|  | 2                 | Fenerbahçe Beko     |                   |                  |   |                 |            |            |  |  |        |        |        |  |
|  | 7                 | Darüşşafaka Tekfen  | 0                 |                  |   |                 |            |            |  |  |        |        |        |  |
|  | 7                 | Darüşşafaka Tekfen  | 0                 |                  | 2 | Fenerbahçe Beko | 3          |            |  |  |        |        |        |  |
|  |                   |                     |                   |                  | 2 | Fenerbahçe Beko | 3          |            |  |  |        |        |        |  |
|  |                   |                     | 3                 | Pınar Karşıyaka  | 1 |                 |            |            |  |  |        |        |        |  |
|  | 3                 | Pınar Karşıyaka     | 3                 | Pınar Karşıyaka  | 1 | 2               |            |            |  |  |        |        |        |  |
|  | 3                 | Pınar Karşıyaka     |                   |                  |   |                 |            |            |  |  |        |        |        |  |
|  | 6                 | Türk Telekom BK     | 1                 |                  |   |                 |            |            |  |  |        |        |        |  |

#### Quartas de final
| Time 1                | Série | Time 2                | 1º Jogo  | 2º Jogo | 3º Jogo |
| --------------------- | ----- | --------------------- | -------- | ------- | ------- |
| Anadolu Efes Istambul | 2 - 0 | Empera Hali Gaziantep | 96 - 73  | 83 - 67 | -       |
| Tofaş                 | 0 - 2 | Beşiktaş Icrypex      | 90 - 92  | 79 - 82 | -       |
| Fenerbahçe Beko       | 2 - 0 | DarüşşafakaTefken     | 103 - 91 | 98 -79  | -       |
| Pınar Karşıyaka       | 2 - 1 | Türk Telekom BK       | 82 - 79  | 70 - 76 | 96–71   |

#### Semifinal
| Time 1                | Série | Time 2           | 1º Jogo | 2º Jogo | 3º Jogo | 4º Jogo | 5º Jogo |
| --------------------- | ----- | ---------------- | ------- | ------- | ------- | ------- | ------- |
| Anadolu Efes Istambul | 3 - 0 | Beşiktaş Icrypex | 96–71   | 104–86  | 96 - 66 | -       | -       |
| Fenerbahçe Beko       | 3 - 1 | Pınar Karşıyaka  | 83–79   | 71–80   | 67 - 62 | 78 - 76 | -       |

#### Final
| Time 1                | Série | Time 2          | 1º Jogo | 2º Jogo | 3º Jogo | 4º Jogo | 5º Jogo | 6º Jogo | 7º Jogo |
| --------------------- | ----- | --------------- | ------- | ------- | ------- | ------- | ------- | ------- | ------- |
| Anadolu Efes Istambul | 3 - 0 | Fenerbahçe Beko | 111–71  | 95–73   | 93-66   |         |         |         |         |

## Campeões
| BSL 2020–21 Campeões             |
| -------------------------------- |
| Anadolu Efes Istambul 15º Título |

## Clubes turcos em competições internacionais
| Clube                  | Competição        | Resultado                                                   |
| ---------------------- | ----------------- | ----------------------------------------------------------- |
| Anadolu Efes           | EuroLiga          | Campeão (1º título)                                         |
| Fenerbahçe             | EuroLiga          | Eliminado nas Quartas de finais para CSKA Moscou por 0 - 3  |
| Bahçeşehir             | EuroCopa          | Eliminado na Temporada regular como 5º no Grupo A (2v - 8d) |
| Frutti Extra Bursaspor | EuroCopa          | Eliminado na Temporada regular como 5º no Grupo D (3v - 7d) |
| Darüşşafaka            | Liga dos Campeões | Eliminado na Temporada regular como 4º no Grupo H (1v - 5d) |
| Galatasaray            | Liga dos Campeões | Eliminado na Temporada regular como 4º no Grupo A (1v - 5d) |
| Pınar Karşıyaka        | Liga dos Campeões | Derrotado na final por Hereda San Pablo Burgos              |
| Tofaş                  | Liga dos Campeões | Eliminado no Top 16 como 4º no Grupo I (2v - 4d)            |
| Türk Telekom           | Liga dos Campeões | Eliminado no Top 16 como 4º no Grupo K (2v - 4d)            |
| Beşiktaş               | Copa Europeia     | Eliminado na Temporada regular como 4º no Grupo D (1v - 2d) |